# Julio César Cáceres
Julio César Cáceres López (San José de los Arroyos, Caaguazú, Paraguay, 5 de octubre de 1979) es un exfutbolista y director técnico paraguayo. Actualmente es entrenador del Sportivo Luqueño de la Primera División de Paraguay. En su rol como jugador, ocupó la posición de defensa central. Fue internacional con la selección de fútbol de Paraguay y su participación fue constante, habiendo representado a su país en 62 ocasiones, incluyendo tres ediciones de la Copa Mundial de Fútbol de la FIFA: 2002, 2006 y 2010.

## Biografía
Antes de jugar en la Primera División del fútbol paraguayo, dio sus primeros pasos en el Sportivo San José, club de sus amores y en donde tuvo su primer fichaje. Se inició a los 15 años consiguiendo varios campeonatos en la división juvenil siendo el capitán del equipo, pasando luego por la selección Sanjosiana juvenil con la que se consagró campeón del 5.º departamento.
Más tarde fue a probar suerte en el fútbol capitalino en donde logró quedarse en el club Olimpia. Con este obtuvo un campeonato de Primera División en el año 2000, la Copa Libertadores en el 2002 y la Recopa Sudamericana en el 2003. Participó en los mundiales de fútbol del 2002, 2006, y 2010. En 2004 "pega el gran salto" al ser transferido al codiciado fútbol europeo, más precisamente al Nantes de Francia.
Poco después, regresa a Sudamérica para militar en el Atlético Mineiro de Brasil. En 2006, se vincula al Club Atlético River Plate de Argentina. Más tarde, en julio del mismo año, fichó por el Gimnàstic de Tarragona, España. A principios de 2007 se incorpora al club mexicano del Tigres tras llegar a un acuerdo con su antiguo club el Nantes que era propietario de su ficha.
Tras jugar dos torneos con los Tigres siendo el capitán del equipo, en 2007 sorpresivamente faltando una semana para el inicio del nuevo torneo, solicita su salida para firmar contrato con el Boca Juniors, causando cierto malestar entre los seguidores del equipo felino. Sin embargo, esa polémica decisión daría sus frutos porque en el segundo semestre, jugando para el conjunto argentino, consigue dos títulos más en su carrera: la Recopa Sudamericana y el Torneo Apertura.
En 2010, otra vez, sorpresivamente faltando tres días para el inicio del nuevo torneo argentino, en cuya primera fecha enfrentaba a Argentinos Juniors, firma contrato con el Atlético Mineiro. En enero de 2011 se desvincula del equipo brasilero y ficha por el club Olimpia de Paraguay, en donde ganó el torneo clausura 2011.
En la temporada 2012 no tiene mucha regularidad con Olimpia y debido a esto se marcha de dicho club para fichar por el Club Guaraní con el cual diputará la temporada 2013. En 2015 llega con el club a las semifinales de la Copa Libertadores, después de 46 años. En el año 2016 con Guaraní ganó el Campeonato clausura siendo capitán del equipo.
El viernes 27 de julio del 2018, cuando se cerraba el libro de pases para los clubes que militan en la división profesional, da la sorpresa de su al club Olimpia. De esta forma, tras rescindir su contrato que fenecía en diciembre de 2019, se da la vuelta al club que lo vio nacer después de seis años, ya que estuvo por última vez en el 2012.
El 1 de diciembre de 2020, anunció su retiro como futbolista.
El 17 de octubre del 2021, luego de dirigir la categoría reserva del club, debutó como entrenador de primera división con el Club Olimpia.
Casi tres meses después de su salida de Olimpia, Julio César Cáceres volverá a dirigir en la primera división del fútbol paraguayo, esta vez al Sportivo Luqueño, club con el que firmó este miércoles un contrato por un año y medio, hasta diciembre del 2024.

## Selección nacional
Debuta con la selección de fútbol de Paraguay el 17 de abril de 2002 en un amistoso frente a Inglaterra en Liverpool.

### Participaciones en Copas del Mundo
| Mundial                   | Sede                  | Resultado        | Partidos |
| ------------------------- | --------------------- | ---------------- | -------- |
| Mundial de Fútbol de 2002 | Corea del Sur y Japón | Octavos de final | 4        |
| Mundial de Fútbol de 2006 | Alemania              | Primera fase     | 3        |
| Mundial de Fútbol de 2010 | Sudáfrica             | Cuartos de final | 1        |

## Clubes

### Como jugador
| Club                 | País      | Año       |
| -------------------- | --------- | --------- |
| Olimpia              | Paraguay  | 2000-2004 |
| Nacional de Asunción | Paraguay  | 2004      |
| Nantes               | Francia   | 2004-2005 |
| Atlético Mineiro     | Brasil    | 2005      |
| River Plate          | Argentina | 2006      |
| Gimnàstic            | España    | 2006      |
| Tigres de la UANL    | México    | 2007      |
| Boca Juniors         | Argentina | 2007-2009 |
| Atlético Mineiro     | Brasil    | 2010      |
| Olimpia              | Paraguay  | 2011-2012 |
| Guaraní              | Paraguay  | 2013-2018 |
| Olimpia              | Paraguay  | 2018-2020 |

### Como entrenador
| Club             | País     | Año       |
| ---------------- | -------- | --------- |
| Olimpia          | Paraguay | 2021-2023 |
| Sportivo Luqueño | Paraguay | 2023-2024 |
| Sportivo Luqueño | Paraguay | 2025-Act. |

## Estadísticas

### Como jugador

#### Clubes
| Olimpia Paraguay | 1.ª           | 2000          | 11  | 1  | - | - | - | - | 1   | 0 | 12  | 1  |
| Olimpia Paraguay | 1.ª           | 2001          | 19  | 0  | - | - | - | - | 5   | 0 | 24  | 0  |
| Olimpia Paraguay | 1.ª           | 2002          | 25  | 3  | - | - | - | - | 15  | 0 | 40  | 3  |
| Olimpia Paraguay | 1.ª           | 2003          | 29  | 1  | - | - | - | - | 9   | 0 | 38  | 1  |
| Olimpia Paraguay | 1.ª           | 2004          | 7   | 2  | - | - | - | - | 3   | 0 | 10  | 2  |
| Nantes Francia | 1.ª           | 2004-05       | 12  | 0  | - | - | 1 | 0 | 3   | 0 | 16  | 0  |
| Nantes Francia | Total club    | Total club    | 12  | 0  | 0 | 0 | 1 | 0 | 3   | 0 | 16  | 0  |
| Atlético Mineiro · Brasil | 1.ª           | 2005          | 20  | 3  | - | - | - | - | -   | - | 20  | 3  |
| River Plate Argentina | 1.ª           | 2006          | 15  | 0  | - | - | - | - | 10  | 0 | 25  | 0  |
| River Plate Argentina | Total club    | Total club    | 15  | 0  | 0 | 0 | 0 | 0 | 10  | 0 | 25  | 0  |
| Gimnàstic · España | 1.ª           | 2006          | 11  | 1  | - | - | - | - | -   | - | 11  | 1  |
| Gimnàstic · España | Total club    | Total club    | 11  | 1  | 0 | 0 | 0 | 0 | 0   | 0 | 11  | 1  |
| Tigres de la UANL · México | 1.ª           | 2006-07       | 19  | 1  | - | - | - | - | -   | - | 19  | 1  |
| Tigres de la UANL · México | 1.ª           | 2007-08       | 15  | 1  | - | - | - | - | -   | - | 15  | 1  |
| Tigres de la UANL · México | Total club    | Total club    | 34  | 2  | 0 | 0 | 0 | 0 | 0   | 0 | 34  | 2  |
| Boca Juniors Argentina | 1.ª           | 2007-08       | 13  | 0  | - | - | - | - | 12  | 1 | 25  | 1  |
| Boca Juniors Argentina | 1.ª           | 2008-09       | 30  | 0  | - | - | - | - | 7   | 0 | 37  | 0  |
| Boca Juniors Argentina | 1.ª           | 2009-10       | 11  | 1  | - | - | - | - | 2   | 0 | 13  | 1  |
| Boca Juniors Argentina | Total club    | Total club    | 54  | 1  | 0 | 0 | 0 | 0 | 21  | 1 | 75  | 2  |
| Atlético Mineiro · Brasil | 1.ª           | 2010          | 8   | 0  | 6 | 0 | 3 | 0 | 4   | 0 | 21  | 0  |
| Atlético Mineiro · Brasil | Total club    | Total club    | 28  | 3  | 6 | 0 | 3 | 0 | 4   | 0 | 41  | 3  |
| Olimpia Paraguay | 1.ª           | 2011          | 27  | 2  | - | - | - | - | 5   | 1 | 32  | 3  |
| Olimpia Paraguay | 1.ª           | 2012          | 21  | 0  | - | - | - | - | 2   | 0 | 23  | 0  |
| Guaraní Paraguay | 1.ª           | 2013          | 39  | 4  | - | - | - | - | 4   | 0 | 43  | 4  |
| Guaraní Paraguay | 1.ª           | 2014          | 40  | 2  | - | - | - | - | 2   | 0 | 42  | 2  |
| Guaraní Paraguay | 1.ª           | 2015          | 35  | 2  | - | - | - | - | 11  | 1 | 46  | 3  |
| Guaraní Paraguay | 1.ª           | 2016          | 32  | 0  | - | - | - | - | 2   | 0 | 34  | 0  |
| Guaraní Paraguay | 1.ª           | 2017          | 11  | 0  | - | - | - | - | 4   | 0 | 15  | 0  |
| Guaraní Paraguay | Total club    | Total club    | 157 | 8  | 0 | 0 | 0 | 0 | 23  | 1 | 180 | 9  |
| Olimpia Paraguay | 1.ª           | 2018          | 1   | 0  | - | - | 2 | 0 | -   | - | 3   | 0  |
| Olimpia Paraguay | 1.ª           | 2019          | -   | -  | - | - | 3 | 0 | -   | - | 3   | 0  |
| Olimpia Paraguay | Total club    | Total club    | 140 | 9  | 0 | 0 | 5 | 0 | 40  | 1 | 185 | 10 |
| Total carrera | Total carrera | Total carrera | 451 | 24 | 6 | 0 | 9 | 0 | 101 | 2 | 567 | 26 |
| (1) Incluye datos de la Campeonato Mineiro. (2) Incluye datos de la Copa de Francia, Copa de Brasil, Copa Paraguay. (3) Incluye datos de la Copa Mercosur, Copa Libertadores, Copa Intercontinental, Recopa Sudamericana, Copa Intertoto de la UEFA, Copa Sudamericana. (4) No incluye goles en partidos amistosos. |               |               |     |    |   |   |   |   |     |   |     |    |

#### Selecciones
| Selección | Año   | Amistoso | Amistoso | Eliminatorias | Eliminatorias | Copa América | Copa América | Mundial | Mundial | Total | Total |
| Selección | Año   | Part.    | Goles    | Part.         | Goles         | Part.        | Goles        | Part.   | Goles   | Part. | Goles |
| --------- | ----- | -------- | -------- | ------------- | ------------- | ------------ | ------------ | ------- | ------- | ----- | ----- |
| Paraguay  | 2002  | 2        | 0        | -             | -             | -            | -            | 4       | 0       | 6     | 0     |
| Paraguay  | 2003  | 5        | 1        | 4             | 0             | -            | -            | -       | -       | 9     | 1     |
| Paraguay  | 2004  | -        | -        | 6             | 0             | -            | -            | -       | -       | 6     | 0     |
| Paraguay  | 2005  | 1        | 0        | 5             | 1             | -            | -            | -       | -       | 6     | 1     |
| Paraguay  | 2006  | 2        | 0        | -             | -             | -            | -            | 3       | 0       | 5     | 0     |
| Paraguay  | 2007  | 2        | 0        | 4             | 0             | 4            | 0            | -       | -       | 10    | 0     |
| Paraguay  | 2008  | -        | -        | 5             | 0             | -            | -            | -       | -       | 5     | 0     |
| Paraguay  | 2009  | 3        | 0        | 5             | 0             | -            | -            | -       | -       | 8     | 0     |
| Paraguay  | 2010  | 4        | 0        | -             | -             | -            | -            | 1       | 0       | 5     | 0     |
| Total     | Total | 19       | 1        | 29            | 1             | 4            | 0            | 8       | 0       | 60    | 2     |

### Como entrenador
| Equipo                    | Div.                | Temporada           | Liga  | Liga | Liga | Liga | Liga |       | Copa | Copa | Copa | Copa  |   | Internacional | Internacional | Internacional | Internacional | Internacional |   | Otros | Otros | Otros | Otros |    | Totales | Totales     | Totales | Totales | Totales | Totales | Totales | Totales | Totales |
| Equipo                    | Div.                | Temporada           | Part. | G    | E    | P    | Pos. | Part. | G    | E    | P    | Part. | G | E             | P             | Pos.          | Part.         | G             | E | P     | Part. | G     | E     | P  | Puntos  | Rendimiento | GF      | GC      | Dif.    |         |         |         |         |
| ------------------------- | ------------------- | ------------------- | ----- | ---- | ---- | ---- | ---- | ----- | ---- | ---- | ---- | ----- | - | ------------- | ------------- | ------------- | ------------- | ------------- | - | ----- | ----- | ----- | ----- | -- | ------- | ----------- | ------- | ------- | ------- | ------- | ------- | ------- | ------- |
| Olimpia Paraguay          | 1.ª                 | 2021-C              | 7     | 3    | 0    | 4    | 8.º  | 3     | 1    | 2    | 0    | -     | - | -             | -             | -             | -             | -             | - | -     | 10    | 4     | 2     | 4  | 14/30   | 46.67%      | 17      | 12      | +5      |         |         |         |         |
| Olimpia Paraguay          | 1.ª                 | 2022-A              | 22    | 13   | 4    | 5    | 3.º  | -     | -    | -    | -    | 14    | 7 | 3             | 4             | 1/8           | 1             | 1             | 0 | 0     | 37    | 21    | 7     | 9  | 70/111  | 63.07%      | 60      | 35      | +25     |         |         |         |         |
| Olimpia Paraguay          | 1.ª                 | 2022-C              | 22    | 15   | 4    | 3    | 1.°  | 2     | 1    | 0    | 1    | -     | - | -             | -             | -             | -             | -             | - | -     | 24    | 16    | 4     | 4  | 52/72   | 72.23%      | 51      | 22      | +29     |         |         |         |         |
| Olimpia Paraguay          | 1.ª                 | 2023-A              | 5     | 2    | 2    | 1    | Inc. | -     | -    | -    | -    | -     | - | -             | -             | -             | 1             | 0             | 0 | 1     | 6     | 2     | 2     | 2  | 8/18    | 44.44%      | 10      | 8       | +2      |         |         |         |         |
| Olimpia Paraguay          | Total               | Total               | 56    | 33   | 10   | 13   | -    | 5     | 2    | 2    | 1    | 14    | 7 | 3             | 4             | -             | 2             | 1             | 0 | 1     | 77    | 43    | 15    | 19 | 144/231 | 62.33%      | 138     | 77      | +61     |         |         |         |         |
| Sportivo Luqueño Paraguay | 1.ª                 | 2023-A              | 2     | 1    | 1    | 0    | 8.º  | -     | -    | -    | -    | -     | - | -             | -             | -             | -             | -             | - | -     | 2     | 1     | 1     | 0  | 4/6     | 66.67%      | 4       | 2       | +2      |         |         |         |         |
| Sportivo Luqueño Paraguay | 1.ª                 | 2023-C              | 22    | 6    | 6    | 10   | 10.° | 1     | 0    | 1    | 0    | -     | - | -             | -             | -             | -             | -             | - | -     | 23    | 6     | 7     | 10 | 25/69   | 36.23%      | 24      | 28      | -4      |         |         |         |         |
| Sportivo Luqueño Paraguay | 1.ª                 | 2024-A              | 22    | 10   | 5    | 7    | 4.º  | -     | -    | -    | -    | 7     | 1 | 1             | 5             | FG            | -             | -             | - | -     | 29    | 11    | 6     | 12 | 39/87   | 44.83%      | 29      | 33      | -4      |         |         |         |         |
| Sportivo Luqueño Paraguay | 1.ª                 | 2024-C              | 9     | 2    | 3    | 4    | Inc. | -     | -    | -    | -    | -     | - | -             | -             | -             | -             | -             | - | -     | 9     | 2     | 3     | 4  | 9/27    | 33.33%      | 9       | 15      | -6      |         |         |         |         |
| Sportivo Luqueño Paraguay | 1.ª                 | 2025-A              | 3     | 0    | 2    | 1    | 10.º | -     | -    | -    | -    | 1     | 0 | 0             | 1             | FG            | -             | -             | - | -     | 4     | 0     | 2     | 2  | 2/12    | 16.67%      | 1       | 3       | -2      |         |         |         |         |
| Sportivo Luqueño Paraguay | 1.ª                 | 2025-C              | 8     | 5    | 1    | 2    | -    | 0     | 0    | 0    | 0    | -     | - | -             | -             | -             | -             | -             | - | -     | 8     | 5     | 1     | 2  | 16/24   | 66.67%      | 13      | 7       | +6      |         |         |         |         |
| Sportivo Luqueño Paraguay | Total               | Total               | 66    | 24   | 18   | 24   | -    | 1     | 0    | 1    | 0    | 8     | 1 | 1             | 6             | -             | -             | -             | - | -     | 75    | 25    | 20    | 30 | 95/225  | 42.22%      | 80      | 88      | -8      |         |         |         |         |
| Total en su carrera       | Total en su carrera | Total en su carrera | 122   | 57   | 28   | 37   | -    | 6     | 2    | 3    | 1    | 22    | 8 | 4             | 10            | -             | 2             | 1             | 0 | 1     | 152   | 68    | 35    | 49 | 236/456 | 52.42%      | 218     | 165     | +53     |         |         |         |         |
| 1. 2. 3.                  |                     |                     |       |      |      |      |      |       |      |      |      |       |   |               |               |               |               |               |   |       |       |       |       |    |         |             |         |         |         |         |         |         |         |

#### Resumen por competencias
| Torneo                       | PD  | G  | E  | P  | GF  | GC  | Dif. | Rendimiento | Mejor Resultado  |
| ---------------------------- | --- | -- | -- | -- | --- | --- | ---- | ----------- | ---------------- |
| Primera División de Paraguay | 122 | 57 | 28 | 37 | 181 | 134 | +47  | 54.37%      | Campeón          |
| Copa Paraguay                | 6   | 2  | 3  | 1  | 14  | 6   | +8   | 50%         | Campeón          |
| Supercopa de Paraguay        | 2   | 1  | 0  | 1  | 3   | 2   | +1   | 50%         | Campeón          |
| Copa Libertadores            | 12  | 6  | 3  | 3  | 14  | 9   | +5   | 58.33%      | Fase de grupos   |
| Copa Sudamericana            | 10  | 2  | 1  | 7  | 6   | 14  | -8   | 23.33%      | Octavos de final |
| TOTAL                        | 152 | 68 | 35 | 49 | 218 | 165 | +53  | 52.42%      | 3 Títulos        |

## Palmarés

### Como jugador

#### Campeonatos nacionales
| Título                        | Equipo       | País      | Año    |
| ----------------------------- | ------------ | --------- | ------ |
| Primera División              | Olimpia      | Paraguay  | 2000   |
| Primera División de Argentina | Boca Juniors | Argentina | 2008-A |
| Primera División              | Olimpia      | Paraguay  | 2011-C |
| Primera División              | Guaraní      | Paraguay  | 2016-C |
| Primera División              | Olimpia      | Paraguay  | 2018-C |
| Primera División              | Olimpia      | Paraguay  | 2019-A |
| Primera División              | Olimpia      | Paraguay  | 2019-C |
| Primera División              | Olimpia      | Paraguay  | 2020-C |

#### Campeonatos internacionales
| Título              | Equipo       | País         | Año  |
| ------------------- | ------------ | ------------ | ---- |
| Copa Libertadores   | Olimpia      | São Paulo    | 2002 |
| Recopa Sudamericana | Olimpia      | Los Ángeles  | 2003 |
| Recopa Sudamericana | Boca Juniors | Buenos Aires | 2008 |

### Como entrenador

#### Campeonatos nacionales
| Título                       | Equipo  | País     | Año    |
| ---------------------------- | ------- | -------- | ------ |
| Copa Paraguay                | Olimpia | Paraguay | 2021   |
| Supercopa de Paraguay        | Olimpia | Paraguay | 2021   |
| Primera División de Paraguay | Olimpia | Paraguay | 2022-C |

### Distinciones individuales
| Distinción                                                             | Año  |
| ---------------------------------------------------------------------- | ---- |
| Parte del Equipo Ideal de América, por El País                         | 2008 |
| Condecoración Especial por la Presidencia de la República del Paraguay | 2010 |